# Japan Women's Open Tennis 2010
Il Japan Women's Open Tennis 2010, conosciuto come HP Open 2010 per motivi di sponsorizzazione, è stato un torneo di tennis giocato sul cemento. È stata la 2ª edizione dell'HP Open, che fa parte della categoria WTA International nell'ambito del WTA Tour 2010. Si è giocato ad Osaka, in Giappone dall'11 al 17 ottobre.

## Partecipanti WTA

### Teste di serie
| Nazionalità | Giocatore         | Ranking1 | Testa di serie |
| ----------- | ----------------- | -------- | -------------- |
| Australia   | Samantha Stosur   | 8        | 1              |
| Francia     | Marion Bartoli    | 14       | 2              |
| Israele     | Shahar Peer       | 18       | 3              |
| Russia      | Marija Kirilenko  | 26       | 4              |
| Russia      | Alla Kudrjavceva  | 56       | 5              |
| Giappone    | Kimiko Date Krumm | 57       | 6              |
| Rep. Ceca   | Iveta Benešová    | 70       | 7              |
| Ungheria    | Gréta Arn         | 88       | 8              |

- 1Ranking al 4 ottobre

### Altre partecipanti
Giocatrici che hanno ricevuto una Wild card:
- Ryoko Fuda
- Sachie Ishizu
- Aiko Nakamura

Giocatrici passate dalle qualificazioni:
- Natalie Grandin
- Christina McHale
- Laura Robson
- Tomoko Yonemura

## Campionesse

### Singolare
Tamarine Tanasugarn ha battuto in finale  Kimiko Date Krumm con il punteggio di 7–5, 6(4)–7, 6–1
- È il 1º titolo dell'anno per Tamarine Tanasugarn, il 4° della sua carriera.

### Doppio
Chang Kai-chen /  Lilia Osterloh hanno battuto in finale  Shūko Aoyama /  Rika Fujiwara con il punteggio di 6–0, 6–3